# Nominoë
Nominoë (800 circa – 851) fu il primo sovrano di Bretagna dall'846 fino alla sua morte.

## Origine
Di Nominoë non si conoscono gli ascendenti, si ha notizia solo che aveva una sorella che fu la madre del re Salomone, come risulta da un documento di Erispoë, in cui nomina sia il padre, Nominoë, che Salomone, definendolo cugino.

## Biografia
Missus dominicus di Bretagna (Princeps Veneticae civitatis), per conto di Ludovico il Pio, già nell'831, nell'834, secondo Diplomata Ludovigi Pii Imperatoris, l'imperatore Ludovico il Pio, definendolo fedele (fideli nostri Nominoë) gli confermò la donazione del monastero di S. Salvatore a Redon.
Dopo la morte di Murmanus, nell'837, che, secondo il cronista franco, Reginone, nell'836, fu responsabile della ribellione contro Ludovico il Pio. Allora l'imperatore preparò l'esercito e attaccò, senza però ottenere la vittoria, l'imperatore, Ludovico il Pio, a Ingelnheim, nominò duca del suo popolo, Nominoë, e gli succedette come duca dei Bretoni.
Dopo la morte di Ludovico il Pio, Nominoë, in un primo tempo riconobbe l'autorità del re dei Franchi occidentali, Carlo il Calvo. Ma dopo pochi anni, rifiutò di continuare a riconoscerla e di fatto iniziò una guerra di conquista verso il Maine.
Nell'845 Nominoë disperse l'esercito franco di Carlo il Calvo, vicino a Redon, nella battaglia di Ballon, obbligando, secondo il McKitterick, R., con la pace dell'846, il re dei Franchi occidentali a riconoscere l'indipendenza della regione bretone, anche perché i Normanni della Frisia stavano attaccando il regno dei Franchi. Fu di fatto sovrano di Bretagna dall'846 sino all'851, anche se non porterà mai il titolo di re mentre lo porterà il suo successore, Erispoë dall'851.

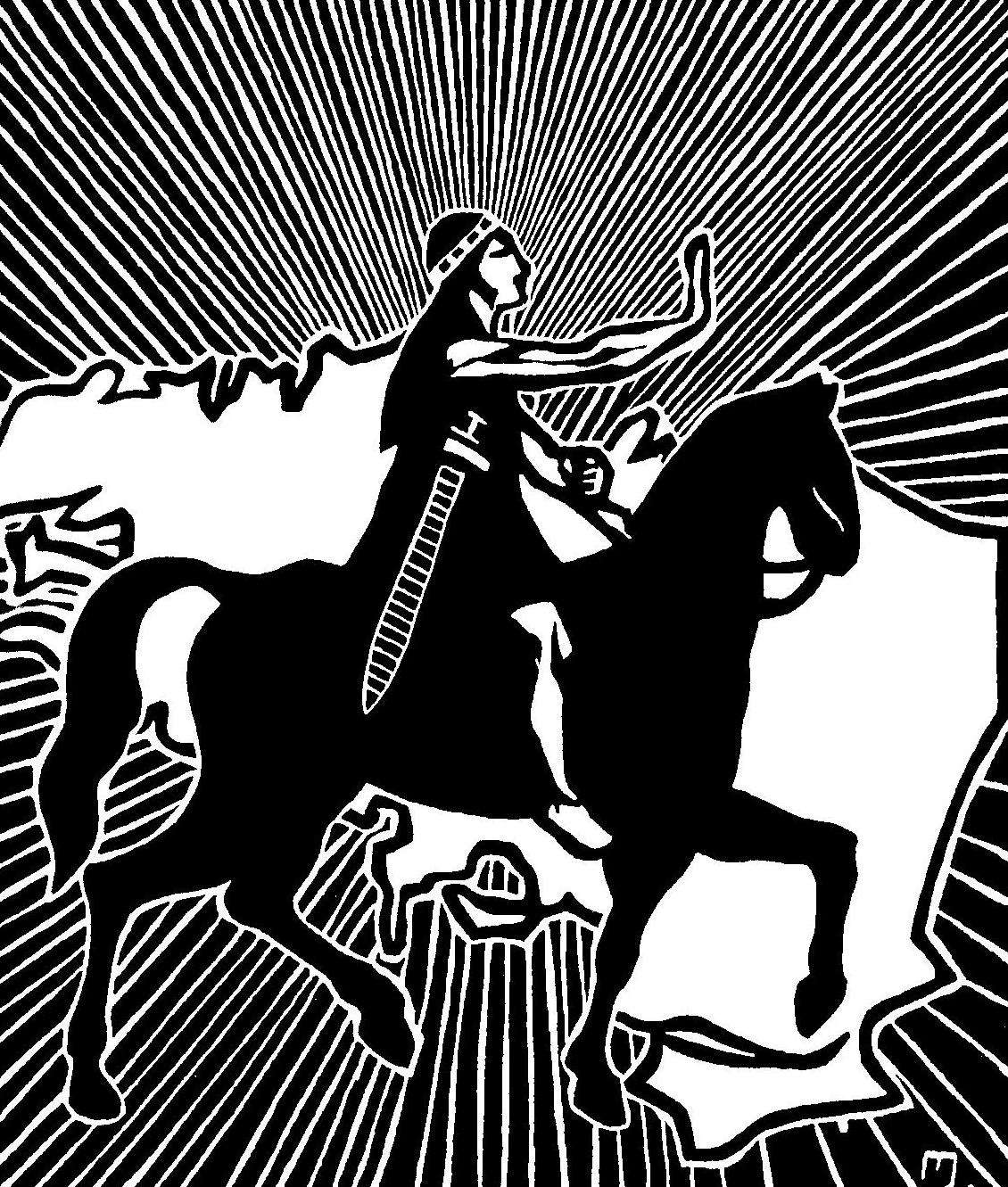
Nominoe Trionfante: illustrato da Jeanne Malivel

Nell'847, secondo gli Annales Bertiniani, Nominoë dovette affrontare i Normanni che lo attaccarono e lo sconfissero. Dovette quindi inviare loro dei doni, tramite i suoi ambasciatori affinché lasciassero la Bretagna.
Sempre secondo gli Annales Bertiniani, Nominoë, nell'849, approfittando del fatto che Carlo il Calvo era impegnato in Aquitania s'impadronì d'Angers e della zona circostante.
Secondo Ademaro di Chabannes, nel corso dell'850, dopo che Carlo il Calvo aveva messo a ferro e fuoco la Bretagna e si era ritirato in Aquitania, Nominoë attaccò e distrusse le città di Nantes e Rennes, per poi ritirarsi.
In quello stesso anno, Nominoë, secondo il Fragmentum Chronicorum Fontanellensis, si alleò col conte di Nantes, Lamberto II.
Il Maine venne ancora attaccato dai Bretoni, che nell'851, saccheggiando e devastando, arrivarono sino alle porte di Le Mans, dove si fermarono per l'improvvisa morte di Nominoë, ricordata dal Fragmentum Chronicorum Fontanellensis e dagli Annales Bertiniani.
Secondo il Chronicon Sancti Maxentii Pictavensis, Nominoë, tiranno più che re dei Bretoni, nell'851, fu colpito dal cielo e gli succedette sul trono il figlio, Erispoë.
Secondo gli Annali di San Salvatore di Redon, Nominoë fu tumulato nella cattedrale di Redon, dove sarà sepolto anche il figlio, Erispoë.

## Discendenza
Dalla moglie di cui non si conosce né il nome né gli ascendenti, Nominoë ebbe 3 figli:
- Erispoë[13] (? - 857), re dei Britanni
- Pastheneten, che secondo gli Annali di San Salvatore di Redon, fu assassinato dal cugino Salomone
- Gurwent, che secondo gli Annali di San Salvatore di Redon, fu assassinato dal cugino Salomone.

### Fonti primarie
- (LA)  Monumenta Germanica Historica, tomus I.
- (LA)  Rerum Gallicarum et Francicarum Scriptores, tomus sextus.
- (LA)  Ademarus Engolismensis, Historiarum Libri Tres..
- (LA)  Monumenta Germaniae Historica, tomus II.
- (LA)  Annales Bertiniani.
- (LA)  Chronicon Sancti Maxentii Pictavensis.

### Letteratura storiografica
- René Poupardin, Ludovico il Pio, in «Storia del mondo medievale», vol. II, 1999, pp. 558–582.
- René Poupardin, I regni carolingi (840-918), cap. XIX, vol. II (L'espansione islamica e la nascita dell'Europa feudale) della Storia del Mondo Medievale, pp. 582–634.